# Denkmalzone Ortskern (Masholder)

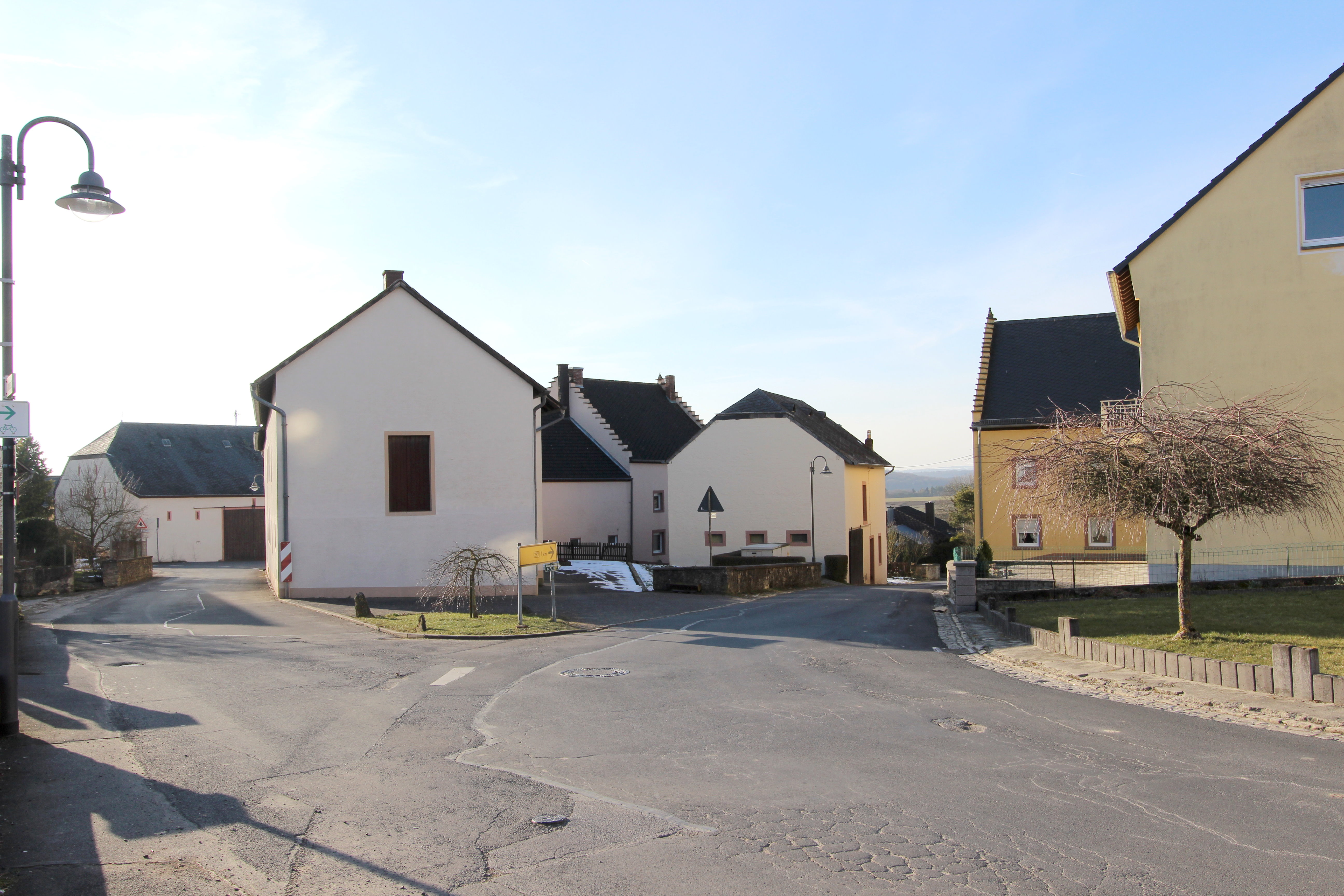
Ortskern von Masholder

Die Denkmalzone Ortskern von Masholder, einem Stadtteil von Bitburg im Eifelkreis Bitburg-Prüm in Rheinland-Pfalz, umfasst den historischen Ortskern des Haufendorfes, in dem sich der Verlauf der Wege nach der Lage der Gebäude richtet.
Die als Denkmalzone ausgewiesene Bebauung aus dem 18. und 19. Jahrhundert hat sich trotz der Nähe zur Stadt mit historischen Wirtschaftsgebäuden und Details erhalten.
Die Straße Im Wingert wird streckenweise von Kalksteinplatten am Wiesenrand begleitet und die Anlage des Kirchenhofes mit seiner großen Linde ist nahezu intakt geblieben.

## Einzeldenkmäler
- Katholische Filialkirche St. Firminus, Quirinus und Ferrucius

Siehe auch: Liste der Kulturdenkmäler in Masholder